# Vulcan (Alberta)
Vulcan es un pueblo canadiense situado en la provincia de Alberta.

## Superficie
Vulcan tiene una superficie de 6,28 km².

## Demografía
En 2021, tenía 1769 habitantes, una densidad poblacional de 281,8 hab./km², y 876 viviendas.